# Лемінги
Лемінги (Lemmini Gray, 1825) — триба з чотирьох родів гризунів, що входять до підродини щурових (Arvicolinae) родини хом'якові (Cricetidae).

## Систематика і філогенія
До триби лемінги (Lemmini) належить чотири роди:
- лемінг (Lemmus) — 6 видів
- Mictomys — 1 вид
- Myopus — 1 вид
- Synaptomys — 1 сучасний вид

Однак, раніше до «лемінгів» відносили тварин із триби Dicrostonychini («копитні лемінги») й Lagurini («степові лемінги»)
Викопні лемінги відомі з пліоцену в Північній Америці. На території України знайдені рештки в плейстоценових відкладеннях.

## Зовнішній вигляд
У всіх лемінгів щільна статура, короткі ноги і хвіст, маленькі, приховані в хутру вуха. Довжина тіла 10-15 см, хвоста — до 2 см, маса — 20-70 г. Забарвлення однобарвне, сіро-коричневе або строкате. У деяких лемінгів взимку хутро сильно світлішає або біліє, а кігті на передніх лапках розростаються, набуваючи форми копитоласт.

## Спосіб життя і харчування
Лемінги населяють тундру і частково лісотундри Євразії і Північної Америки, а також прилеглі острови Північного Льодовитого океану. Активні цілий рік. Зиму часто проводять в гніздах, влаштованих прямо на землі під снігом, харчуючись прикореневими частинами рослин. Деякі види здійснюють сезонні міграції на літні «пасовища». Харчуються осоками, чагарничками і мохами, частенько сильно виїдаючи навколишню рослинність. За добу лемінг з'їдає удвічі більше, ніж важить сам, а за рік — близько п'ятдесяти кілограмів рослинних кормів. Годується лемінг цілий день з невеликими перервами; деякі види запасають корми на зиму.

## Соціальна структура і розмноження
Як правило, ведуть поодинокий спосіб життя. Для деяких видів лемінгів взимку характерна скупченість в гніздах; у безсніжний період у самок з виводками часто виражена територіальність, а самці безладно пересуваються у пошуках їжі. Самка народжує до 6 разів на рік в середньому по 5-6 дитинчат; при великій кількості кормів лемінги розмножуються навіть під снігом. Молоді самки можуть принести свій перший приплід у віці всього 2-3 місяців. Самці статевої зрілості досягають на 6-8 тижні. Тривалість життя — 1-2 роки.

## Самогубство лемінгів
Дуже поширене хибне уявлення про те, що раз на декілька років лемінги здійснюють масове самогубство. Вважається, що в певні роки, коли їх чисельність різко зростає, лемінги зграєю або один за одним — за «провідником», кидаються в прірву або до води, де і гинуть. Насправді лемінги не є стадними, зграєвими або суспільними тваринами, вони переміщуються кожен сам по собі і не йдуть за ватажками. Схоже, міф про групове самогубство був створений ще у 19 столітті, коли вчені виявили раптові скорочення популяцій лемінгів, яким не знаходили пояснення. У 1908 році Артур Мі (Arthur Mee) вирішив, що «масове самогубство» вдало вписується в цю ситуацію і опублікував такий варіант в своїй дитячій енциклопедії.
Згодом, така версія широко поширилася після виходу фільму «Біла пустеля», де сцена масового самогубства лемінгів була повністю вигадана і не була знята на природі. Проте, враження від цього фільму зіграло велику роль в уявленні людей про лемінгів. Частково це уявлення про життя і смерть гризунів було відбите в комп'ютерній грі Lemmings, що вийшла в 1991 році і в сюжетах німецького коміксу Nichtlustig.
Коливання кількості лемінгів, очевидно, пов'язане з їх вмінням надзвичайно швидко розмножуватися за сприятливих погодних умов і при великій кількості їжі — в «урожайний» рік. Це, своєю чергою, може пояснюватися відсутністю згубних заморозків і достатньою кількістю опадів у літню пору року. У несприятливий рік, восени, лемінги змушені шукати собі їжу. Вони починають поїдати навіть отруйні рослини і нападати на більших тварин. Пошуки їжі змушують лемінгів здійснювати масові міграції на величезних територіях. Зазвичай вони рухаються поодинці, масові їх скупчення спостерігаються лише біля водних перешкод. Частина лемінгів тоне, хоча загалом вони вміють непогано плавати.
Зростання кількості лемінгів збільшує і популяцію хижаків, що харчуються ними, у тому числі песців, горностаїв, білих сов. Коли популяція лемінгів невелика, цим птахам і тваринам доводиться шукати іншу здобич. Біла сова навіть не відкладає яйця, якщо лемінгів недостатньо щоб прогодувати пташенят, а песці масово покидають тундру і вирушають полювати в ліси. Отже, життєвий цикл багатьох полярних тварин залежить від цього невеликого гризуна.

## Господарське значення
Лемінги — основна їжа песця і багатьох інших полярних тварин і птиць. Вони переносять збудників ряду вірусних захворювань.